# الیکایی گندم‌گون
الیکایی گندمگون (نام علمی: Cinnycerthia fulva) نام یک گونه از سرده الیکایی‌های آند است.